# Emmi Siren
Emmi Sofia Siren (23 febbraio 2001) è una calciatrice finlandese, difensore del Digione e della nazionale finlandese.

## Palmarès

### Club
- Campionato finlandese: 3

KuPS: 2021, 2022, 2023
- Campionato danese: 1

Nordsjælland: 2023-2024
- Coppa di Danimarca: 1

Nordsjælland: 2023-2024